# Fiona O'Keeffe
Fiona O'Keeffe (nacida el 24 de mayo de 1998) es una corredora de larga distancia de origen estadounidense. Se coronó campeona de las pruebas olímpicas de Estados Unidos de 2024 en el maratón de su debut. 

## Carrera
En su escuela secundaria, Davis Senior High School, O'Keeffe ganó el título del CIF California State Meet 2016 en los 3200 metros y fue dos veces campeona estatal en las pruebas de campo traviesa . También corrió en un tiempo de 15:56.84 en 5000 metros en el Campeonato al aire libre U20 de la USATF, lo que la convirtió en la sexta atleta de secundaria más rápida de todos los tiempos. 
O'Keeffe se estuvo en el programa de atletismo Stanford Cardinal de 2016 a 2019.  En Stanford, se clasificó para seis campeonatos de la División I de la NCAA, con un mejor puesto del tercer lugar en el Campeonato de Atletismo en pista cubierta de la División I de la NCAA de 2019 en los 5000 m. 
El 3 de febrero de 2024, O'Keeffe ganó las pruebas olímpicas de Estados Unidos de 2024 en el maratón, lo que la calificó para representar a los Estados Unidos en los Juegos Olímpicos de verano de 2024 . Era su primera maratón, ya que se había clasificado para las pruebas con un resultado de media maratón . 

## Vida personal
O'Keeffe es de Davis, California, donde asistió a Davis Senior High School. Ella se encuentra patrocinada por Puma . 

## Estadísticas

### Mejor progresión personal
| # | Marca    | Pl.           | Competencia                         | Evento                                   | Fecha                  |
| - | -------- | ------------- | ----------------------------------- | ---------------------------------------- | ---------------------- |
| 1 | 33:36.25 | 7.º           | Campeonatos de pista y campo Pac-12 | Stanford, California, EE. UU.            | 11 de mayo de 2008     |
| 2 | 32:12.28 | 5.º (Ronda B) | La competencia de atletismo         | San Juan Capistrano, California, EE. UU. | 4 de diciembre de 2020 |
| 3 | 30:55.05 | 5.º           | Los diez                            | San Juan Capistrano, California, EE. UU. | 3 de marzo de 2023     |
| 4 | 30:52.77 |               | Festival de pista                   | Walnut, California, EE. UU.              | 5 de mayo de 2023      |